# MTERF4
MTERF4 (англ. Mitochondrial transcription termination factor 4) – білок, який кодується однойменним геном, розташованим у людей на 2-й хромосомі. Довжина поліпептидного ланцюга білка становить 381 амінокислот, а молекулярна маса — 43 958.
| 10         |  | 20         |  | 30         |  | 40         |  | 50         |
| ---------- |  | ---------- |  | ---------- |  | ---------- |  | ---------- |
| MAAFGRQVLD |  | WHRLIPLTWA |  | CMARQTPHLG |  | EQRRTTASLL |  | RKLTTASNGG |
| VIEELSCVRS |  | NNYVQEPECR |  | RNLVQCLLEK |  | QGTPVVQGSL |  | ELERVMSSLL |
| DMGFSNAHIN |  | ELLSVRRGAS |  | LQQLLDIISE |  | FILLGLNPEP |  | VCVVLKKSPQ |
| LLKLPIMQMR |  | KRSSYLQKLG |  | LGEGKLKRVL |  | YCCPEIFTMR |  | QQDINDTVRL |
| LKEKCLFTVQ |  | QVTKILHSCP |  | SVLREDLGQL |  | EYKFQYAYFR |  | MGIKHPDIVK |
| SEYLQYSLTK |  | IKQRHIYLER |  | LGRYQTPDKK |  | GQTQIPNPLL |  | KDILRVSEAE |
| FLARTACTSV |  | EEFQVFKKLL |  | AREEEESESS |  | TSDDKRASLD |  | EDEDDDDEED |
| NDEDDNDEDD |  | DDEDDDEAED |  | NDEDEDDDEE |  | E          |  |            |

A: Аланін

C: Цистеїн

D: Аспарагінова кислота

E: Глутамінова кислота

F: Фенілаланін

G: Гліцин

H: Гістидин

I: Ізолейцин

K: Лізин

L: Лейцин

M: Метіонін

N: Аспарагін

P: Пролін

Q: Глутамін

R: Аргінін

S: Серин

T: Треонін

V: Валін

W: Триптофан

Задіяний у такому біологічному процесі, як процесинг рРНК. 
Білок має сайт для зв'язування з РНК. 
Локалізований у мітохондрії.